# Jean Yperman
Jean Yperman (ur. 1295 r., zm. 1351 r.) – flamandzki lekarz i chirurg.
Pochodził z Ypres, a studiował w Paryżu, po czym powrócił do rodzinnego miasta i został zatrudniony przez jego władze jako chirurg. Choć znał łacinę, zdecydował się pisać w języku flamandzkim i stąd uważany jest za ojca flamandzkiej chirurgii. Nie pozostawił po sobie uczniów, ani nie założył nowej szkoły. Oprócz chirurgii zajmował się także medycyną zachowawczą, m.in. badał trąd. Zdefiniował rynienkę podnosową jako cechę wrodzoną. Opisał szereg schorzeń i ich objawy oraz ustanowił standardy ich leczenia.